# Howell-Bunger

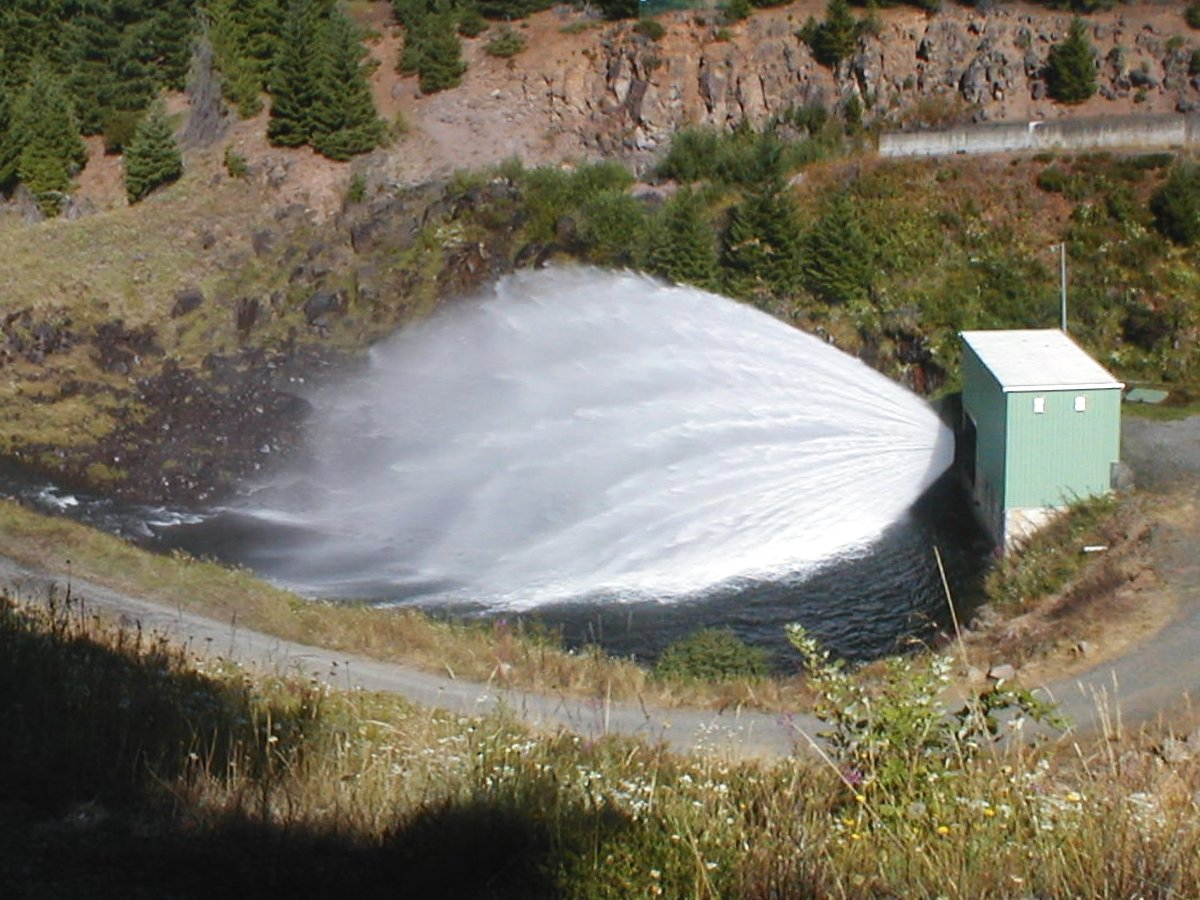
Válvula disipadora de energía tipo Howell-Bunger.

Howell-Bunger son un tipo de válvulas de regulación de caudales desaguados de concepción simple y robusta. Perfectas para descargas de agua con pérdida de energía, de forma que el caudal desaguado no dañe la obra de alivio o las laderas. Producen un chorro cónico abierto que dispersa la energía en la atmósfera.
Se utilizan generalmente en descargas de fondo de presas, o acopladas a turbinas para reducir el golpe de ariete en la tubería de presión.
Cuando el chorro cónico alcanza laderas u obras que puedan ser deterioradas, se las dota de un concentrador de chorro, que evita la dispersión, pero del que ha de ser disipada la energía, normalmente haciendo incidir el chorro sobre un cuenco amortiguador.